# Известия Самарского научного центра РАН
«Известия Самарского научного центра РАН» — научный журнал Самарского научного центра Российской академии наук. Издается с 1999 года.
Журнал «Известия Самарского научного центра РАН» включён в Список научных журналов ВАК Минобрнауки России, в которых публикуются основные научные результаты диссертаций на соискание ученой степени доктора и кандидата наук. Экспертным советом журнал рекомендуется по направлениям:
- машиностроение;
- электроника;
- физика;
- биологические науки;
- история;
- педагогика и психология;
- филология и искусствоведение.

## Редакция
- Главный редактор — академик, доктор технических наук, профессор В. П. Шорин.
- Заместители главного редактора:
  - член-корреспондент РАН, доктор технических наук, профессор Г. П. Аншаков;
  - академик, доктор технических наук, профессор В. А. Сойфер;
  - доктор технических наук, профессор Ю. Н. Лазарев

Члены редакционной коллегии:
- доктор исторических наук, профессор Ю. П. Аншаков;
- член-корреспондент РАН, доктор технических наук, профессор В. А. Барвинок;
- доктор технических наук, профессор В. А. Виттих;
- доктор физико-математических наук, профессор В. Е. Воскресенский;
- академик, доктор технических наук, профессор Ф. В. Гречников;
- кандидат физико-математических наук А. Л. Петров;
- член-корреспондент РАН, доктор биологических наук, профессор Г. С. Розенберг;
- доктор технических наук В. А. Сергеев;
- член-корреспондент РАН, доктор технических наук, профессор Е. В. Шахматов;
- доктор филологических наук, доктор педагогических наук, профессор О. М. Буранок.

## Адрес
443001, Самара, Студенческий переулок, 3А.